# Киевский (торт)
«Киевский» — торт из белково-ореховых коржей типа безе с прослойкой и отделкой масляно-заварным кремом и крошками от коржей по бокам.

## История
Торт является фирменным кондитерским изделием, созданным в 1956 году на Киевской кондитерской фабрике им. Карла Маркса (Украинская ССР). Рецептура на торт запатентована 13 декабря 1973 года. Киевский торт также производился корпорацией «Киевхлеб» с 1967 до 2017 года, после чего право на его изготовление было предоставлено ООО «Киевский БКК». В настоящее время торт выпускается Киевской кондитерской фабрикой «Рошен» и ООО «Киевский БКК».

## Технология изготовления
Орехи обжаривают, мелко измельчают и перемешивают с мукой. Яичные белки взбивают, постепенно добавляя сахарную и ванильную пудру. Обе смеси соединяют. Полученное тесто размазывают на бумаге ровным слоем толщиной 0,6—0,7 см и выпекают при 150—160 °C. Выпеченные коржи подсушивают 12 часов при 25—30 °C, затем отделяют от них бумагу, смочив её водой.
Коржи смазывают сливочно-шоколадным кремом Шарлот и соединяют их. Бока также обмазывают кремом и наносят на них крошку от остатков коржей. Сверху отделывают цветным кремом Шарлотт и украшают фруктами и цукатами.